# Maziar Kouhyar
Qamaruddin Maziar Kouhyar (in persiano مازیار كوهيار‎; 30 settembre 1997) è un calciatore afghano, difensore o centrocampista del Notts County.

## Biografia
Nato in Afghanistan, all'età di due anni si è trasferito in Inghilterra con la famiglia.

## Carriera

### Club
Cresciuto nel Coventry City, nel 2013 passa al Walsall, con cui il 16 febbraio 2016 firma il primo contratto professionistico. Il 9 dicembre seguente prolunga fino al 2019. In seguito gioca con Hereford e York City.

### Nazionale
Convocato per la prima volta con la nazionale afghana nel 2016, ha esordito il 30 agosto 2017, nell'amichevole persa per 2-0 contro l’Oman.

## Statistiche

### Presenze e reti nei club
Statistiche aggiornate al 30 dicembre 2018.
| Stagione        | Squadra         | Campionato      | Campionato | Campionato | Coppe nazionali | Coppe nazionali | Coppe nazionali | Coppe continentali | Coppe continentali | Coppe continentali | Altre coppe | Altre coppe | Altre coppe | Totale | Totale | Totale |
| Stagione        | Squadra         | Comp            | Pres       | Reti       | Comp            | Pres            | Reti            | Comp               | Pres               | Reti               | Comp        | Pres        | Reti        | Pres   | Reti   |        |
| --------------- | --------------- | --------------- | ---------- | ---------- | --------------- | --------------- | --------------- | ------------------ | ------------------ | ------------------ | ----------- | ----------- | ----------- | ------ | ------ | ------ |
| 2016-2017       | Walsall         | FL1             | 6          | 0          | FACup+CdL       | 0+0             | 0               | -                  | -                  | -                  | FLT         | 1           | 1           | 7      | 1      |        |
| 2017-2018       | Walsall         | FL1             | 15         | 1          | FACup+CdL       | 1+1             | 0               | -                  | -                  | -                  | FLT         | 4           | 0           | 21     | 1      |        |
| 2018-2019       | Walsall         | FL1             | 0          | 0          | FACup+CdL       | 0+1             | 0               | -                  | -                  | -                  | FLT         | 3           | 1           | 4      | 1      |        |
| Totale Walsall  | Totale Walsall  | Totale Walsall  | 21         | 1          |                 | 3               | 0               |                    | -                  | -                  |             | 8           | 2           | 32     | 3      |        |
| Totale carriera | Totale carriera | Totale carriera | 21         | 1          |                 | 3               | 0               |                    | -                  | -                  |             | 8           | 2           | 32     | 3      |        |